# Klaus-Peter Brüssow
Klaus-Peter Brüssow (ur. 31 grudnia 1949 w Wismarze) – niemiecki biolog, biotechnik rozrodu zwierząt gospodarskich.

## Życiorys
W 1975 otrzymał dyplom magistra na Wydziale Biologii Państwowego Uniwersytetu w Doniecku (summa cum laude). W 1979 został doktorem na Akademii Rolniczej w Berlinie (magna cum laude). Habilitował się w 1998 na Uniwersytecie Weterynaryjnym w Budapeszcie i tamże został profesorem w 2002 na Uniwersytecie Świętego Stefana. Od 1975 związany z Zakładem Rozrodu w Dummerstorfie. Następnie został zatrudniony jako starszy pracownik naukowy Jednostki Eksperymentalnej Biologii Rozrodu Instytutu Biologii Zwierząt Gospodarskich im. Leibnitza w Dummerstorfie.

## Zainteresowania
Główne zainteresowania naukowe to rozród zwierząt gospodarskich, zwłaszcza trzody chlewnej, a szczególnie:
- fizjologia funkcjonowania jajników u świń,
- stosowanie syntetycznej gonadoliberyny w regulowaniu i synchronizowaniu owulacji u loszek,
- analiza wpływu gonadotropin i sterydów na owulację,
- transport i migracja oocytu i embrionu w drogach rodnych loszek,
- elektrofizjologiczne badania skurczów macicy,
- embriotransfer i transfer genów u świń,
- dynamika rozwoju pęcherzyka jajnikowego i owulacji,
- wpływ agonistów i antagonistów GnRH na funkcje przysadki i jajnika,
- wpływ stresu i mykotoksyn na rozród[1].

## Osiągnięcia
Na podstawie tych badań opracowano kilka metod klinicznych badań nad biologią rozrodu świń. Ogłosił ponad 210 oryginalnych prac twórczych (179 na liście filadelfijskiej).
Podczas swoich badań współpracował z naukowcami z ZSRR (potem Rosji), Węgier i Polski, a także Hiszpanii i Japonii. W 2015 otrzymał tytuł doktora honoris causa Uniwersytetu Przyrodniczego w Poznaniu.